# Matías Mackinlay Zapiola
Matías Mackinlay Zapiola fue el cuarto gobernador del Territorio Nacional de Santa Cruz, ocupando el cargo entre 1897 y 1903.
Dirigía el periódico El Cóndor en la Ciudad de San Martín (provincia de Buenos Aires).

## Gobernación
Fue designado gobernador de Santa Cruz el 8 de febrero de 1897, tras el fallecimiento de Edelmiro Mayer, llegando a Río Gallegos el 18 de marzo del mismo año.
Durante su gestión, se instalaron la banca pública y privada, llegó la línea telegráfica al territorio, se suprimió la aduana, se instaló un juzgado y se construyó una cárcel, al tiempo que los centros poblados crecían y se desarrollaban. El 11 de enero de 1898, a través de un decreto se creó la reserva indígena Camusu Aike de 50.000 hectáreas, ubicada sobre la margen izquierda del brazo norte del río Coyle.
En 1899 recibió al presidente Julio Argentino Roca, quien se dirigía al Estrecho de Magallanes para encabezar el Abrazo del Estrecho junto a su par chileno.
A fines de octubre de 1900, envió una expedición de 13 hombres hacia el seno Última Esperanza, en el actual territorio de Chile, quienes ocuparon el sitio en el cual el gobierno chileno fundó luego (en 1911) la ciudad de Puerto Natales, izando el pabellón argentino. Como la Comandancia del Apostadero Naval de Punta Arenas envió al escampavía Huemul, el 16 de noviembre de 1900 se produjo la retirada del contingente argentino, sin enfrentamientos. Entre el 8 de febrero y el 24 de mayo, se produjeron nuevos incidentes en el cerro Palique en la misma región. Posteriormente, el 13 de mayo de 1901, declaró al diario La Prensa que el seno Última Esperanza era territorio argentino.